# Тасоткель (Акмолинская область)
Тасоткель (каз. Тасөткел) — село в Жаркаинском районе Акмолинской области Казахстана, образует административно-территориальную единицу «Село Тасоткель» со статусом сельского округа. 
- Код КАТО — 115469100[1].
- Код КАТО административной единицы — 115469000[2].

## География
Село расположено в 33 км на северо-восток от центра района города Державинск. Восточнее села протекает река Ишим.
Административно село граничит:
- на северо-востоке с Есильским районом,
- на юго-востоке со селом Далабай,
- на юге со сёлами Гастелло и Тассуат,
- на западе с Отрадным сельским округом и со сёлом Пятигорское,
- на севере со селом Ушкарасу.

### Улицы
- ул. Абая,
- ул. Баубек Батыра,
- ул. Бейбитшилик,
- ул. Малика Габдулинна,
- ул. Мырзаша Бимуканова,
- ул. Новая,
- ул. Тауелсиздик.

### Ближайшие населённые пункты
- село Отрадное в 5 км на западе,
- село Далабай в 20 км на юго-востоке.

## История
В окрестностях села примерно в 1840-1860 годах существовало воинское укрепление Джергаин-Агач.  Как Джаркаин-Агач упоминается на карте СССР 1930 года
Совместным решением Акмолинского областного маслихата и акимата Акмолинской области от 24 августа 2005 года в состав села Тасоткель было включено упразднённое село Савиновка.

## Население
В 1989 году население села составляло 1035 человек (из них казахов 77%).
В 1999 году население села составляло 732 человека (359 мужчин и 373 женщины). По данным переписи 2009 года, в селе проживали 344 человека (178 мужчин и 166 женщин).
| Численность населения | Численность населения | Численность населения |
| 1989                  | 1999                  | 2009                  |
| --------------------- | --------------------- | --------------------- |
| 1035                  | ↘732                  | ↘344                  |